# توم تايلور (كاتب أسترالي)
توم تايلور (بالإنجليزية: Tom Taylor)‏ هو فنان قصص مصورة وكاتب أسترالي، ولد في 29 نوفمبر 1978 في ملبورن في أستراليا.

## وصلات خارجية
- الموقع الرسمي
- توم تايلور على موقع IMDb (الإنجليزية)
- توم تايلور على موقع قاعدة بيانات الفيلم (الإنجليزية)